# Hrabstwo Kauaʻi
Hrabstwo Kauaʻi (ang. Kauai County) – hrabstwo w stanie Hawaje w Stanach Zjednoczonych. Obszar całkowity hrabstwa obejmuje powierzchnię 1266,37 mil² (3279,88 km²). Według szacunków United States Census Bureau w roku 2009 miało 64 529 mieszkańców. Jego siedzibą administracyjną jest Līhuʻe.

## CDP
| - Anahola - Eleele - Haena - Hanalei - Hanamaulu - Hanapepe - Kalaheo - Kalihiwai | - Kapaa - Kaumakani - Kekaha - Kilauea - Koloa - Lawai - Lihue - Omao | - Pakala Village - Poipu - Princeville - Puhi - Wailua - Wailua Homesteads - Waimea |